# Aurelie Wilczek
Aurelie Wilczek   (segle XIX - segle XX) era cantant (soprano) i professora de cant.
Va ser una artista reconeguda (cantant dramàtica) que, com el seu marit Ferdinand Jäger, s'havia dedicat completament a l'ensenyament en la seva carrera posterior. Abans va participar com a debutant al teatre de la cort de Mannheim el 1864, més tard a Kassel.
El seu fill era el cantant i actor Ferdinand Jäger, la seva filla Elsa Jäger (* 1871) era actriu).